# Джордж О'Дей
Джордж О'Дей (англ. George O'Day, 19 травня 1923 — 26 липня 1987) — американський яхтсмен.
Олімпійський чемпіон 1960 року в класі 5,5 метра.